# HD 106485
HD 106485，又名BD-20 3606，SAO 180602、HR 4655，是一颗恒星，视星等为5.83，位于銀經291.58，銀緯41.22，其B1900.0坐标为赤經12h 9m 49.5s，赤緯-20° 41.22′ 18″。